# Viola Larsson-Allvar
Tora Viola Larsson-Allvar, född 5 mars 1918 i Umeå, död 26 augusti 2004 i Sofia församling i Stockholm, var en svensk målare och tecknare. 
Hon studerade vid Tekniska skolan i Stockholm 1939–1941 samt gjorde studieresor i Frankrike, Italien, Jugoslavien, Grekland. Hon arbetade mycket i en impressionistisk anda, ofta i akvarell och pastell. 
Hon var medlem i Arildsgruppen och verksam vid Konstnärshuset i Arild. Hon deltog i ett antal utställningar med Konstnärernas Samarbetsorganisation (KSO), samt flera utställningar i bland annat Stockholm (Liljevalchs, separatutställningar mm), Göteborg, Kiruna, Umeå, Falun, Östersund, Graz, Hamburg, och med Riksutställningar. Hon är representerad vid Dalarnas, Sundsvalls och Västerbottens museum, Kirunas gamla stadshus, Statens konstråd samt ett antal kommuners samlingar. Erhöll Svenska konstnärinnors jubileumsstipendium 1960, Stockholms Stads kulturstipendium 1964, Troilis porträttstipendium 1966–1970 med flera. 
Hon ställde ofta ut tillsammans med sin make Gunnar Allvar och deras dotter Siv-Britt Allvar. De är alla begravda på Skogskyrkogården i Stockholm.